# هافسلوند
هافسلوند (انگلیسی: Hafslund) شرکت برق نروژی است، که در سال ۱۸۹۸ تأسیس شد.